# Airton Pavilhão
Airton Ferreira da Silva, conocido futbolísticamente como Airton Pavilhão (Porto Alegre, 31 de octubre de 1934 – Porto Alegre, 3 de abril de 2012) fue un futbolista brasileño que jugó en la posición de defensa.
En el transcurso de su carrera, Pavilhão jugó en los equipos de Força e Luz, Grêmio, Santos y el Cruz Alta Rio Grande do Sul. Ganó once Campeonato Gaúcho con el Grêmio (de 1956 a 1960 y de 1962 a 1967). Con la selección brasileña jugó un total de siete partidos entre 1956 y 1964 y estuvo en el equipo que consiguió el Campeonato Panamericano de Fútbol 1956. 

## Clubes
| Club        | País   | Año       |
| ----------- | ------ | --------- |
| Força e Luz | Brasil | 1949–1954 |
| Grêmio      | Brasil | 1954–1960 |
| Santos      | Brasil | 1960      |
| Grêmio      | Brasil | 1961–1967 |
| Cruzeiro    | Brasil | 1968      |
| São José    | Brasil | 1969      |
| Nacional    | Brasil | 1969-1971 |

## Palmarés

### Club
- Campeonato de la Ciudad de Porto Alegre

Grêmio: 1956, 1957, 1958, 1959, 1960
- Campeonato Gaúcho

Grêmio: 1956, 1957, 1958, 1959, 1960, 1962, 1963, 1964, 1965, 1966, 1967

### Nacional
- Campeonato Panamericano

1956